# Pseudogymnoascus roseus
Pseudogymnoascus roseus är en svampart som beskrevs av Raillo 1929. Enligt Catalogue of Life ingår Pseudogymnoascus roseus i släktet Pseudogymnoascus,  och familjen Pseudeurotiaceae, men enligt Dyntaxa är tillhörigheten istället släktet Pseudogymnoascus,  och familjen Myxotrichaceae. Arten är reproducerande i Sverige. Inga underarter finns listade i Catalogue of Life.